# Incognito (musikgrupp)
Incognito är ett brittiskt band, ett av de främsta i acid jazz-genren. Den centrala gestalten i bandet är Jean-Paul 'Bluey' Maunick, medan övriga medlemmar, exempelvis sångerskorna, har kommit och gått. Debutalbumet Jazz Funk kom 1981.

## Diskografi
Studioalbum
- Jazz Funk (1981)
- Inside Life (1991)
- Tribes, Vibes and Scribes (1992)
- Positivity (1993)
- 100° And Rising (1995)
- Beneath The Surface (1997)
- No Time Like The Future (1999)
- Life, Stranger Than Fiction (2001)
- Who Needs Love (2002)
- Adventures in Black Sunshine (2004)
- Eleven (2005)
- Bees + Things + Flowers (2006)
- Tales From The Beach (2008)
- Transatlantic RPM (2010)
- Surreal (2012)
- Amplified Soul (2014)
- In Search of Better Days (2016)

Samlingsalbum
- Blue Moods (1997)
- The Best of Incognito (2000)
- Let the Music Play (2005)
- The Millennium Collection: The Best Of (2006)

Remixalbum
- Remixed (1996)
- Future Remixed (2000)
- EP - Life, Stranger Than Fiction: Remixes (2001)
- Love X Love: Who Needs Love Remixes (2003)
- Feed Your Soul: Remixed with Rice Artists (2005)
- More Tales: Remixed with Rice Artists (2008)

Livealbum
- Last Night in Tokyo (1997)
- Live in London: The 30th Anniversary Concert (2010)
- Live in London: The 35th Anniversary Show (2015)

Singlar (topp 100 på UK Singles Chart)
- "Parisienne Girl" (1980) (#73)
- "Can You Feel Me" (1990) (#96)
- "Always There" (med Jocelyn Brown) (1991) (#6)
- "Crazy For You" (med Chyna) (1991) (#59)
- "Don't You Worry 'bout a Thing" (1992) (#19)
- "Change" (1992) (#52)
- "Still a Friend of Mine" (1993) (#47)
- "Givin' It Up" (1993) (#43)
- "Pieces of a Dream" (1994) (#35)
- "Everyday" (1995) (#23)
- "I Hear Your Name" (1995) (#42)
- "Jump to My Love" / "Always There" (1996) (#29)
- "Out of the Storm" (1996) (#57)
- "Nights over Egypt" (1999) (#56)